# Friulano (formaggio)
Il Friulano è un formaggio a pasta dura prodotto in Canada.
Il nome ricorda la regione Friuli in Italia e assomiglia molto al Montasio, che prova ad imitare.
Il Friulano è un formaggio  senza crosta e maturato all'interno con una superficie e un interno gialli.  È salato e ha un leggero sapore di nocciola. A volte viene chiamato Cheddar italiano.